# Борреро, Хуана
Хуана Борреро (исп. Juana Borrero; 17 мая 1877, Гавана — 9 марта 1896, Ки-Уэст, штат Флорида, США) — кубинская поэтесса и художница.

## Биография
Родилась в гаванском районе Санто Суарес в семье врача, писателя и патриота Эстебана Борреро Эчеваррия и Консуэло.
С 5 лет начала писать, своё первое стихотворение сочинила в семилетнем возрасте, к 10 годам говорила на нескольких языках.
В 1887 году поступила в Академию художеств Сан-Алехандро, где изучала живопись с несколькими известными кубинскими художниками, считалась талантливой студенткой. Хуана Борреро была возлюбленной поэта Хулиана дель Касаля.
В 1891 её стихи были опубликованы во многих журналах Кубы, в том числе «El Fígaro», «Azul y Gris» и «La Habana Elegante».
Посетила Нью-Йорк, где  встретила Хосе Марти, посещала его литературный салон.
Умерла от туберкулёза в восемнадцатилетнем возрасте.
Пять книг её стихов в рукописи были случайно уничтожены, когда её семья была изгнана с Кубы.

## Избранные произведения
- Rimas
- Indomable
- Sol y nieve
- Íntima
- En el templo y Rêve
- Vespertino
- Crepuscular
- Medieval
- Las hijas de Ran
- Apolo
- Última rima